# ハーンドルフ
ハーンドルフ (英語:Hahndorf)はオーストラリア南オーストラリア州アデレードヒルズ市に位置する小さな街である。アデレードからは南東高速道路で行くことができる。ハーンドルフはポーランドのキイェ (当時プロイセン領)から移住してきたルター派の人々によって1838年12月28日に創設された、現存するオーストラリア最古のドイツ人街である。ハーンドルフのハーンは、ルター派の移民がハーンドルフにやって来るときに乗っていたゼブラの船長、ディルク・メネルツ・ハーンの名に因む。ドルフとはドイツ語で村という意味なので、ハーンドルフとは"ハーンの村"という意味である。

## ドイツ風の街、ハーンドルフ
ハーンドルフには木骨造の工法で建てられたドイツの伝統家屋が今もなお残っている。街には洒落たキャンドル店や土産店などがあり、オーストラリアに居ながらドイツ風の街を楽しむことができる。またオーストラリア有数のワイン製造地、バロッサ・ヴァレーからも近いことから、ハーンドルフとバロッサ・ヴァレーを一日で巡るツアーがある。

## 名前
第一次世界大戦時、敵性語であるドイツ語を排除する為にオーストラリアの多くのドイツ語系の地名は英語系の名前に改名させられた。ハーンドルフもその影響を受け、1917年にアンブルサイド (Ambleside)と英語風に改名されたが、1935年にハーンドルフの名前に戻された
。

## 交通
ハーンドルフへはアデレードからアデレード・メトロのバスで行くことが出来、約48分掛かる。

## ギャラリー

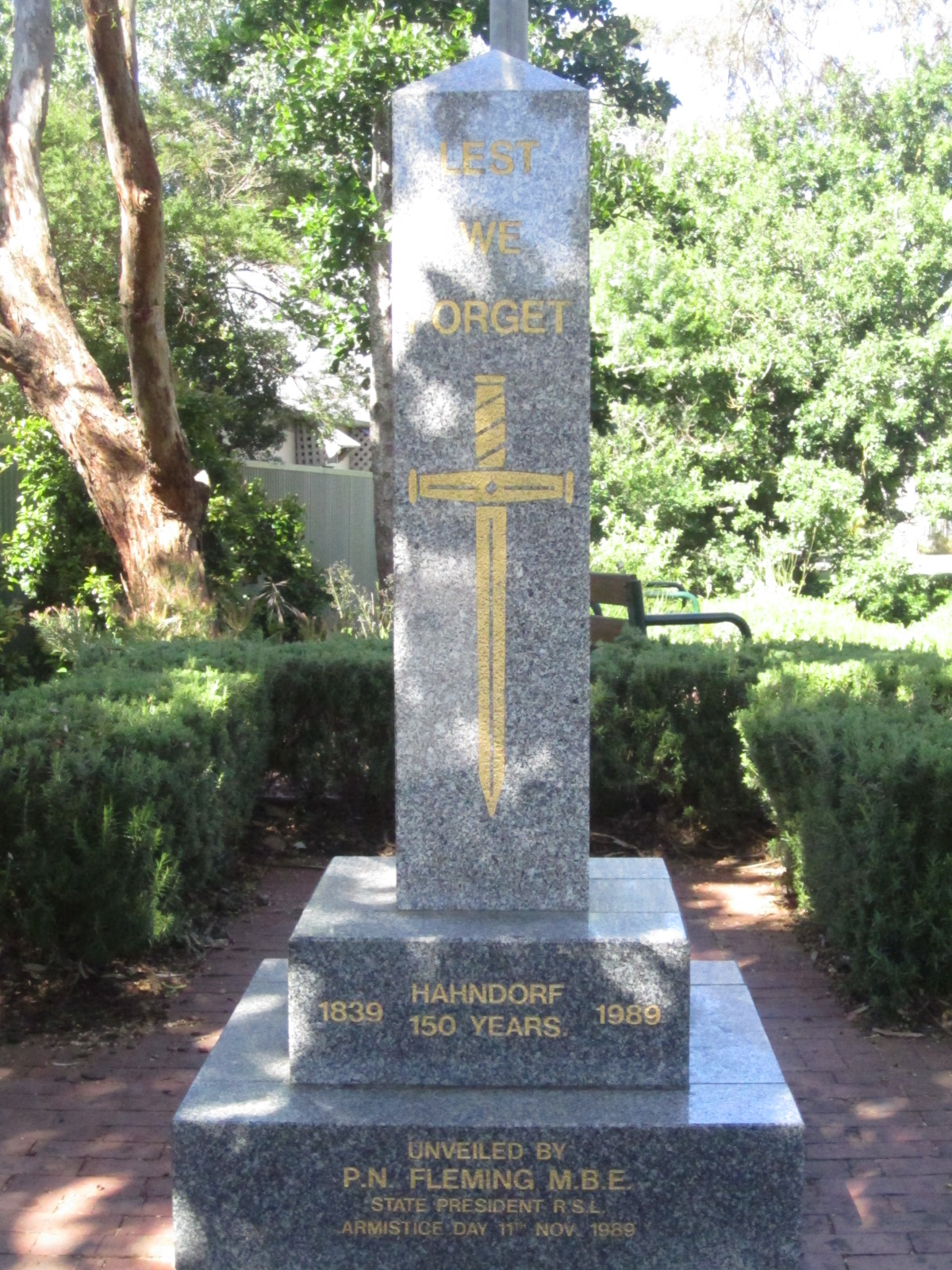
創立150周年記念碑
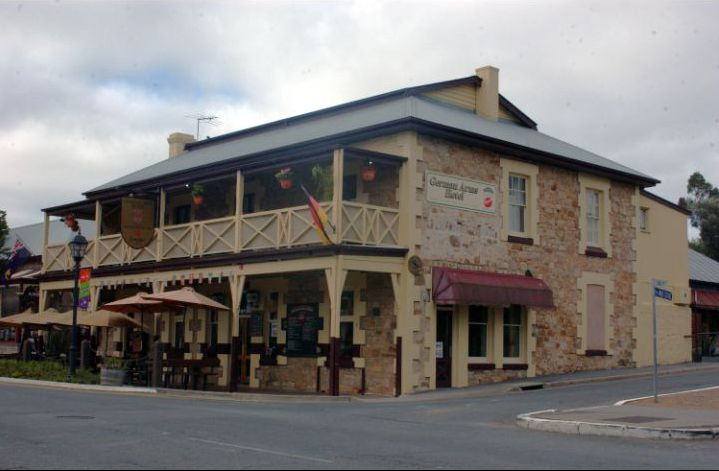
ジャーマンアームズホテル
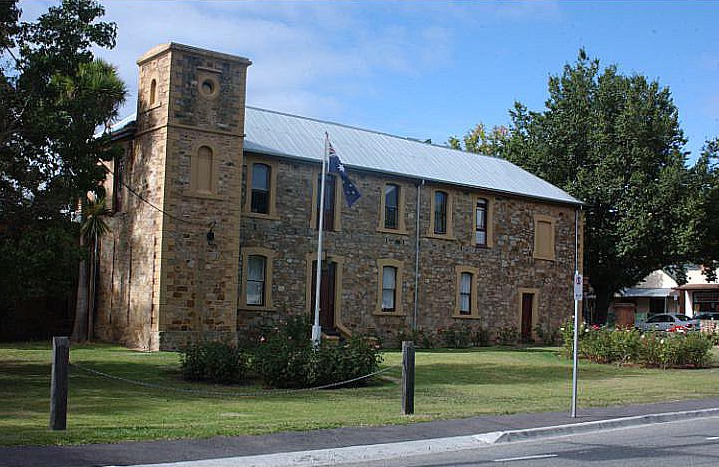
ハーンドルフアカデミー
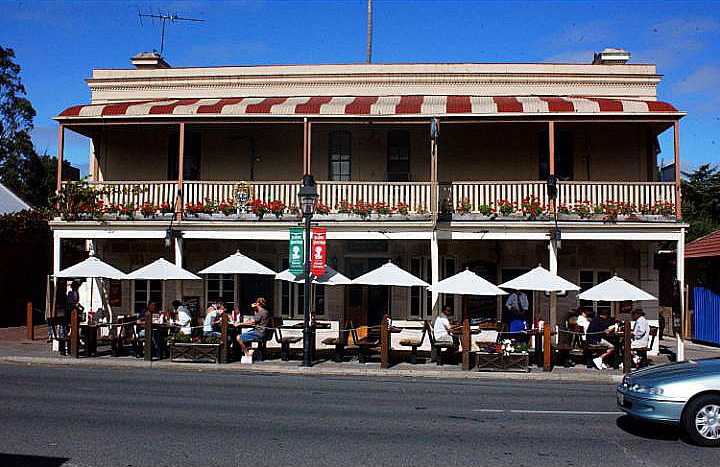
ハーンドルフの宿屋
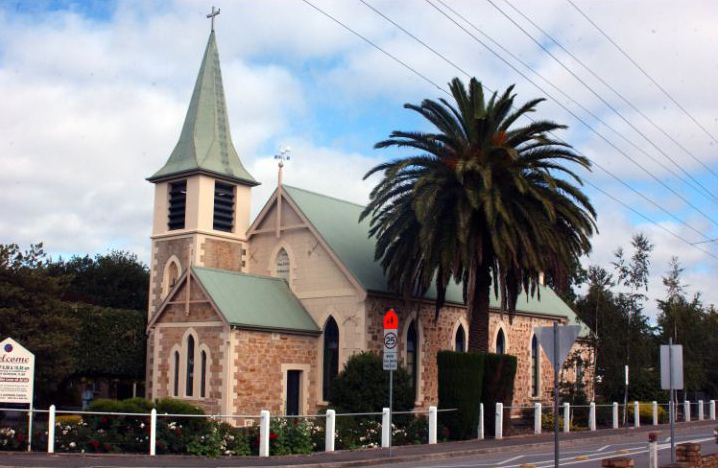
聖ミカエルルーテル教会
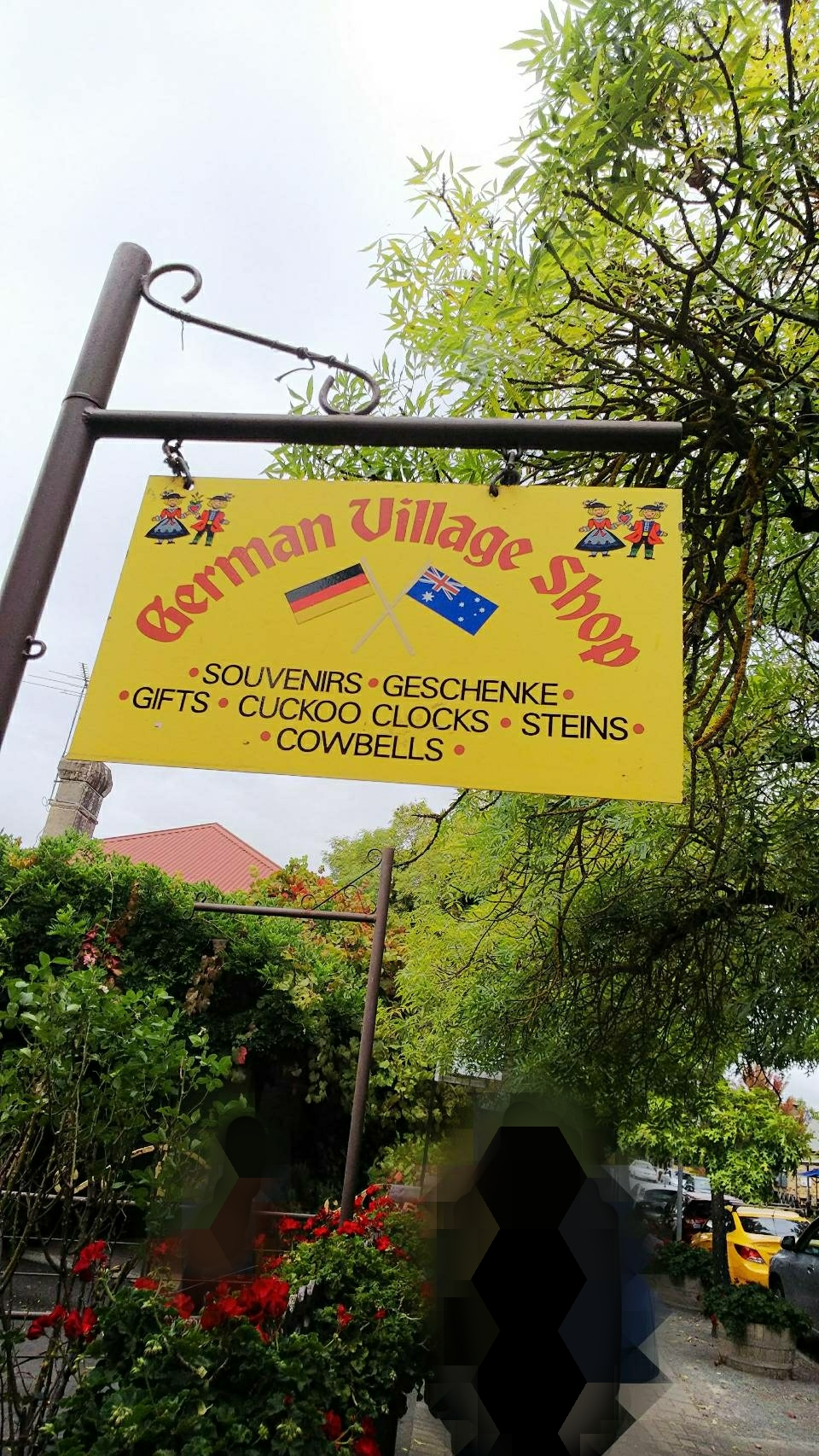
ハーンドルフの土産店